# 林立民
林立民（1944年8月2日—2025年2月27日），重慶人，臺灣牙醫、牧師、高雄醫學院牙醫系教授，晚年至屏東縣恆春鎮服務。

## 生平

### 早年
林立民為1944年8月2日生於重慶市，林松濤與郭成信之子。他與同胞手足的名字取自中華民國，各取「立中」、「立華」、「立民」、「立國」。1948年，時任南京司法行政部部醫的母親，因兩子夭折、幼子林立民又患氣喘，為穩定生活，便舉家遷到台灣。
林立民母親郭成信於高雄市前金區開業婦產科診所長達廿年，林立民就讀前金國小。林立民高雄中學畢業後，原先想讀藥學系，但未考好而入高雄醫學院牙醫系。之後原先擔任高雄監獄典獄長的父親調動北上，母親也搬到台北縣永和市開立以「建康診所」為名的家醫科。林立民退伍後也跟母親一起開業，於診所工作，嗣後再到中興醫院服務。
中華民國退出聯合國後，林立民聽從雙親建議先至芝加哥大學攻讀病理學碩士、再至加州東方大學讀醫學博士，取得醫師執照後接家人移民美國。

### 中年
林立民於1979年受寇世遠基督信仰影響決定回臺灣，由謝獻臣邀請出任高雄醫學院教職。林立民任牙醫系主任期間，他除創立口腔顎顏面放射線學會、長者口腔醫學會、設立口腔病理科教學網站外，也與恆春基督教醫院（恆基）院長陳雲址簽訂建教合作，每週五派5位不同專科主治醫師至恆春鎮支援偏鄉看診。如1997年，林立民與謝天渝等高醫牙科同事，支援醫師畢雅，對排灣族義診。
林立民教派屬於路加傳道會，於1999年取得美國愛荷華州Shalom Ministry/Bible College教牧學博士，與妻子陳美珍藉由美國留學經歷接待與聯絡國外講員。夫妻兩人還同為高雄聖經禮拜堂牧師。林立民也在高雄醫學院園開設信仰課程、校園查經班、高醫祈禱室、職員團契等。

### 晚年
2013年，林立民自高醫退休後，接受當時恆基院長鄭立智之邀，每週到恆基牙科看診。2018年7月30日，林立民獲選為高雄市第44屆模範父親。
林立民在恆基服務到2024年9月才因病休息，於2025年2月27日去世。2025年3月27日，屏東縣政府衛生局副局長林進鴻到恆基韓偉大樓一樓，頒發林立民、陳雲址的褒揚令。